# 薛寘
薛 寘（せつ し、生没年不詳）は、中国の北魏から北周にかけての学者・政治家。本貫は河東郡汾陰県。

## 経歴
北魏の尚書吏部郎・清河広平二郡太守の薛乂の子として生まれた。20歳前に州主簿・郡功曹となった。洛陽に召されて奉朝請となり、左将軍・太中大夫に転じた。孝武帝の西遷に従い、郃陽県子に封ぜられ、中軍将軍に進んだ。552年、著作佐郎を兼ね、修国史をつとめた。まもなく中書侍郎となり、起居注の修撰にあたった。中書令・車騎大将軍・儀同三司に転じた。554年、燕公于謹が江陵を攻撃すると、薛寘はその下で司録をつとめた。江陵が平定されると、爵位は伯に進んだ。西魏の朝廷が『周礼』にならって制度を改革しようとすると、薛寘は盧弁とともに故事を研究して、詳細を定めた。556年、六官が建てられると、内史下大夫の位を受けた。
557年、北周が建国されると、爵位は侯に進み、御正中大夫に転じた。学問と文章の優秀さから、盧柔と比較されて、盧薛と並び称された。しばらくして驃騎大将軍・開府儀同三司に進み、淅州刺史として出向した。在官のまま死去した。虞州刺史の位を追贈された。諡は理といった。二十数巻の著書があった。また『西京記』3巻を撰し、博聞で知られた。
子の薛明が後を嗣ぎ、北周の末年に儀同大将軍・清水郡太守となった。

## 伝記資料
- 『周書』巻38 列伝第30
- 『北史』巻36 列伝第24